# Чхонхэджин
Чхонхэджин (кор. 청해진, 淸海鎭) — порт и особый административный округ государства Силла, «морская держава» Чан Бого, существовавшая в 828—851 гг. Центр основанного Чан Бого Чхонхэджина и построенный на доходы от морской торговли храм Попхваса (법화사터), находились на острове Квандо в современной провинции Чолла-Намдо Республики Кореи у южного побережья Кореи, в Корейском проливе. Чан Бого был верующим буддистом и охотно привечал у себя не только силласких, но и японских и китайских монахов. В названии острова Квандо иероглиф «ван» (莞) означает камыш Табернемонтана, тот вид камыша, из которого силлаские мореходы изготавливали паруса. Видимо, изобилие материала для парусов на острове было одним из факторов, привлекших к нему внимание Чан Бого.
В 785—798 гг. правил ван Вонсон. После его смерти наследовал внук Сосон, сын Ингёма (750—792), старшего сына Вонсона. После его смерти в 800 году наследовал малолетний Эджан. В 809 году вана Эджана убил его дядя Хондок, сын Ингёма. В 826—836 гг. правил последний государь из «линии Ингёма», ван Хындок.
В 828 году вернулся на родину Чан Бого. Он был выходцем из простонародья, в юном возрасте эмигрировал в империю Тан (возможно, из-за голода в Силла), служил в китайской армии, потом сумел разбогатеть на морской торговле с Японией и Силла и сколотить вокруг себя дружину. Чан Бого по возвращении на родину получил от вана Хындока право основать на морской границе Силла особый административный округ Чхонхэджин для борьбы с японскими и китайскими пиратами.
В правление вана Хындока, при дворе стала возвышаться другая ветвь клана Вонсона — «линия Еёна» (потомки Еёна, младшего сына Вонсона). Эту ветвь, однако, ослабляли хронические распри между двумя ее «ответвлениями»: родственниками и потомками старшего сына Еёна, по имени Кюнджон (председатель Совета Знати с 835 года), и потомками младшего сына Еёна, по имени Хонджон. В результате вооруженной схватки, развернувшейся прямо во дворце после смерти Хындоквана, сын Хонджона Хыйган-ван сумел уничтожить Кюнджона и часть его сторонников и взойти на трон. Однако торжество потомков Хонджона оказалось недолговечным. Уже в 838 году Минэ, на этот раз член бокового ответвления «линии Ингёма», ворвался со своей дружиной во дворец, расправился с приближенными вана Хыйгана, принудил самого вана к самоубийству и тут же взошел на освободившийся престол. Пока потомки Хонджона и «линия Ингёма» уничтожали друг друга, сын убитого Кюнджона, Синму с семьёй бежал на далекую окраину Силла, к командиру особого административного округа Чхонхэджин Чан Бого. Чан Бого, увеличив свою дружину до 10 тысяч воинов, сумел не просто уничтожить пиратов, но и взять под контроль морскую торговлю на Жёлтом море, создав своеобразную «торговую империю» и накопив громадные богатства. Решив приобрести еще и политическую власть, Чан Бого активно вмешался в борьбу на стороне Синму.
С помощью дружин Чан Бого Синму сумел в 839 году расправиться с соперниками из «линии Ингёма», захватить столицу и провозгласить себя государем. В тот же год он умер. С победой Синму к власти до 861 года пришли потомки Кюнджона из «линии Еёна». В 845 году Чан Бого потребовал, чтобы сын Синму, ван Мунсон (839–857) взял в жены его дочь. Требование Чан Бого было отвергнуто. Чан Бого попытался отделить Чхонхэджин от Силла в 846 году. Волнения были подавлены лишь после того, как Чан Бого был убит подосланным убийцей в 846 году, округ Чхонхэджин — ликвидирован, а порт Чхонхэджин закрыт. Его жители были переселены в глубь полуострова Корея в 851 году. Ликвидация Чхонхэджина завершила полный смут первый этап «позднего периода» истории Силла.
Исторический парк Чхонхэджин на острове Чандо является основным туристическим объектом региона.